# Marathon van Nagoya 2012
De marathon van Nagoya 2012 werd gelopen op zondag 11 maart 2012. Het was de 33e editie van deze marathon. De voorgaande editie werd geannuleerd wegens een aardbeving. Het evenement heeft de status IAAF Silver Label Road Race. Alleen vrouwelijke elitelopers mochten aan de wedstrijd deelnemen. In totaal namen 679 vrouwen eraan deel.
De Russische Albina Mayorova kwam als eerste over de streep in 2:23.52.

## Uitslagen
| rang   | naam              | land | tijd    |
| ------ | ----------------- | ---- | ------- |
| Goud   | Albina Mayorova   | RUS  | 2:23.52 |
| Zilver | Yoshimi Ozaki     | JPN  | 2:24.14 |
| Brons  | Remi Nakazato     | JPN  | 2:24.28 |
| 4      | Yoko Shibui       | JPN  | 2:25.02 |
| 5      | Mai Ito           | JPN  | 2:25.26 |
| 6      | Mizuki Noguchi    | JPN  | 2:25.33 |
| 7      | Elena Shurkhno    | UKR  | 2:25.49 |
| 8      | Yukiko Akaba      | JPN  | 2:26.08 |
| 9      | Yoko Miyauchi     | JPN  | 2:26.23 |
| 10     | Misaki Katsumata  | JPN  | 2:28.01 |
| 11     | Eri Hayakawa      | JPN  | 2:28.19 |
| 12     | Mizuho Nasukawa   | JPN  | 2:28.44 |
| 13     | Yuko Watanabe     | JPN  | 2:29.20 |
| 14     | Jessica Trengove  | AUS  | 2:31.02 |
| 15     | Korei Omata       | JPN  | 2:31.13 |
| 16     | Misato Horie      | JPN  | 2:31.39 |
| 17     | Hiroko Yoshitomi  | JPN  | 2:32.27 |
| 18     | Akane Wakita      | JPN  | 2:32.39 |
| 19     | Lidia Şimon       | ROU  | 2:33.41 |
| 20     | Kaori Yoshida     | JPN  | 2:33.55 |
| 21     | Noriko Higuchi    | JPN  | 2:33.55 |
| 22     | Catherine Ndereba | KEN  | 2:35.08 |
| 23     | Chiharu Matsuo    | JPN  | 2:35.08 |
| 24     | Saori Nejo        | JPN  | 2:35.59 |
| 25     | Nozomi Iijima     | JPN  | 2:36.08 |

1984 ·
1985 ·
1986 ·
1987 ·
1988 ·
1989 ·
1990 ·
1991 ·
1992 ·
1993 ·
1994 ·
1995 ·
1996 ·
1997 ·
1998 ·
1999 ·
2000 ·
2001 ·
2002 ·
2003 ·
2004 ·
2005 ·
2006 ·
2007 ·
2008 ·
2009 ·
2010 ·
2011 ·
2012 ·
2013 ·
2014 ·
2015 ·
2016 ·
2017